# 와카사노쓰보네
와카사노츠보네(일본어: 若狭局 わかさのつぼね[*], 생년미상 - 겐닌 3년 (1203년))는 가마쿠라 시대 초기의 여성이다. 아버지는 가마쿠라 막부 고케닌 히키 요시카즈이고, 어머니는 『우관초』에 따르면 미야세야노 타이부 유키토키의 딸이다. 가마쿠라 막부 2대 쇼군 미나모토노 요리이에의 처첩이다. 요리이에의 장남 이치만의 생모이다. 타케노고쇼도 와카사노츠보네의 소생이라는 설도 있다.

## 생애
아버지 요시카즈는 초대 쇼군 미나모토노 요리토모의 유모 히키노아마의 조카로, 그 연고에 따라, 요리토모의 적남 요리이에의 유모의 남편이 되었다. 요리이에의 처첩이 된 와카사노츠보네는 겐큐 9년 (1198년), 요리이에가 17세의 나이로 장남 이치만을 낳는다.
이치만이 6살이 되던 겐닌 3년 (1203년) 8월, 병에 걸린 요리이에가 위독한 상태에 빠져, 가독 상속을 둘러싸고 와카사노츠보네의 일족 히키씨와 요리이에의 외척 호죠씨와의 대립에 의한 히키 요시카즈의 변이 일어난다. 9월 2일, 요시카즈이 호죠 토키마사에 의해 모살되었다는 소식을 듣고, 이치만의 저택인 코고쇼에 농성했던 히키 일족은 호죠 요시토키가 이끄는 대군에게 공격당해 저택에 불을 질러 자살하고, 일족은 멸망했다. 『아처경』에서는 이치만과 와카사노츠보네도 그때 타죽었다고 한다. 한편, 『우관초』에 의하면, 이치만은 어머니가 안고 도망쳤지만, 11월 3일이 되어, 이치만은 호죠 요시토키의 손자에 의해 칼에 찔려 죽었다고 한다.

## 관련 작품

### 소설
- 시노 아야코 『星月夜の鬼子母神』 슈에이샤 (슈에이사문고), 2021년.

### TV 드라마
- 풀이 불탄다 (1979년) - 연기 : 시라토 마리
- 가마쿠라도노의 13인 (2022년) - 연기 : 야마야 카스미